# Henk Jaap Beentje
Henk Jaap Beentje, né en 1951 à Bakkum aux Pays-Bas, est un botaniste néerlandais.

## Biographie
Dans le domaine de l'étude des palmiers, Beentje a souvent collaboré avec John Dransfield,.